# خوان لاندایدا
خوان لاندایدا (انگلیسی: Juan Landaida؛ زادهٔ ۱۵ سپتامبر ۱۹۷۶) بازیکن فوتبال اهل آرژانتین است.
از باشگاه‌هایی که در آن بازی کرده‌است می‌توان به باشگاه فوتبال لیورپول (مونته‌ویدئو)، باشگاه فوتبال تریستیانا، باشگاه فوتبال ناسیونال پاراگوئه، باشگاه فوتبال ونتزیا، و باشگاه فوتبال بنونتو اشاره کرد.